# Grimming (masyw górski)
Grimming – izolowany masyw górski w Austrii w Styrii w paśmie górskim Północne Alpy Wapienne. Najwyższy szczyt w tamtym regionie o wysokości 2351 m n.p.m. zwany także poprzez swą wyniosłość Mons Styriae altissimus (najwyższa góra Styrii). Masyw dostępny jest dla turystów z położonego od południa schroniska Grimminghuette (966 m n.p.m.) oraz z położonej od północy miejscowości Kulm. Ze schroniska Grimminghuette na szczyt prowadzą dwa szlaki. Dłuższy z nich wiedzie przez szczyt Multereck (2176 m n.p.m.), a podejście nim zajmuje 4-5 godzin. Krótsza droga prowadzi przez eksponowaną grań SO-Grat, przeznaczona jest wyłącznie dla zaawansowanych turystów, a do asekuracji zalecana jest lina. Czas podejścia zależny jest od umiejętności poruszania się w skalistym terenie i wynosi 3,5 - 5,5 godziny. Podejście z miejscowości Kulm jest krótsze i zajmuje 3-4 godziny. 